# Maison de La Gourgauderie
 (août 2022).
Si vous disposez d'ouvrages ou d'articles de référence ou si vous connaissez des sites web de qualité traitant du thème abordé ici, merci de compléter l'article en donnant les références utiles à sa vérifiabilité et en les liant à la section « Notes et références ».

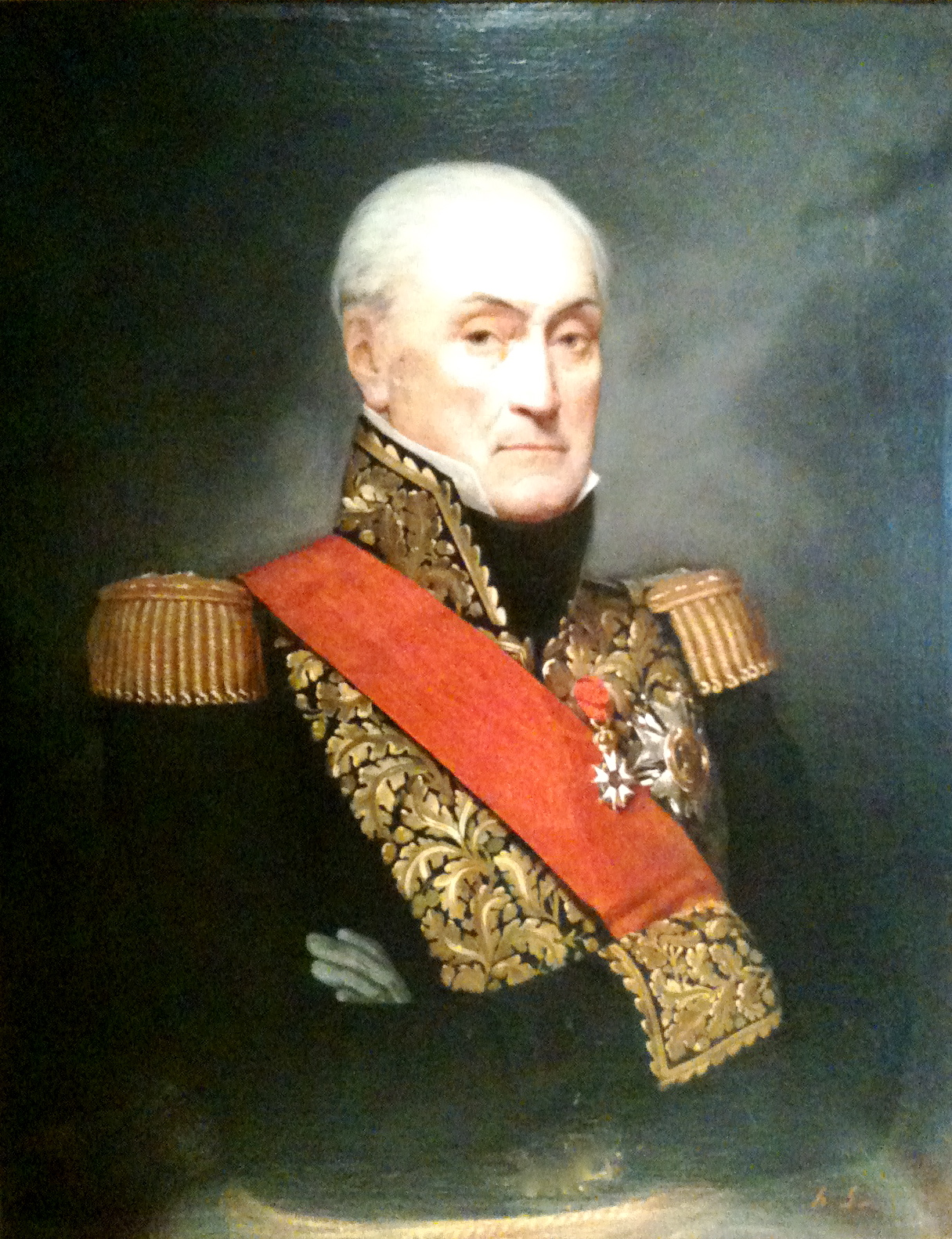
Général Joseph Souham, propriétaire de la maison au début du XIXe siècle.

La maison de La Gourgauderie est un bâtiment des XVIIe siècle et XVIIIe siècle situé à Saint-Germain-les-Belles en Haute-Vienne. Alors propriété du général Souham, il est qualifié de « château » en 1815,.

## Histoire
D'après les détails architecturaux, le rez-de-chaussée daterait du XVIIe siècle et le premier étage du XVIIIe siècle.
D'abord propriété de la famille Pinot au XVIIe siècle, la maison passe par alliance en 1684 à la famille Doudinot qui la conserve jusqu’en 1808.
En 1808, la maison est achetée par le général Souham, comte d’Empire.
À sa mort en 1837, sa fille Marie-Joséphine, duchesse d’Elchingen, vend par adjudication la maison. L'acquéreur est un avocat à Limoges.
La maison et les terrains aux alentours sont vendus en 1870 pour la somme de 50 000 francs à François Gavinet, cultivateur.
Elle passe par succession en 1909 à la famille Gadaud, cultivateurs à Saint-Germain-les-Belles, descendant de l'acquéreur de 1870. La maison est par la suite vendue à Monsieur Gérard Souham.
La maison qui n'est plus habité depuis 1973 se trouve dans un état de délabrement préoccupant. Il ne reste plus aucun meuble de l’époque du général Souham probablement dispersé des suites des successions et de l’abandon de la demeure.
La maison de la Gourgauderie est inscrite aux Monuments historiques par un arrêté du 27 février 1992, mais celui-ci est abrogé par arrêté du 25 août 2014 (du fait de la vétusté du bâtiment qui devait abriter un musée consacré au général).

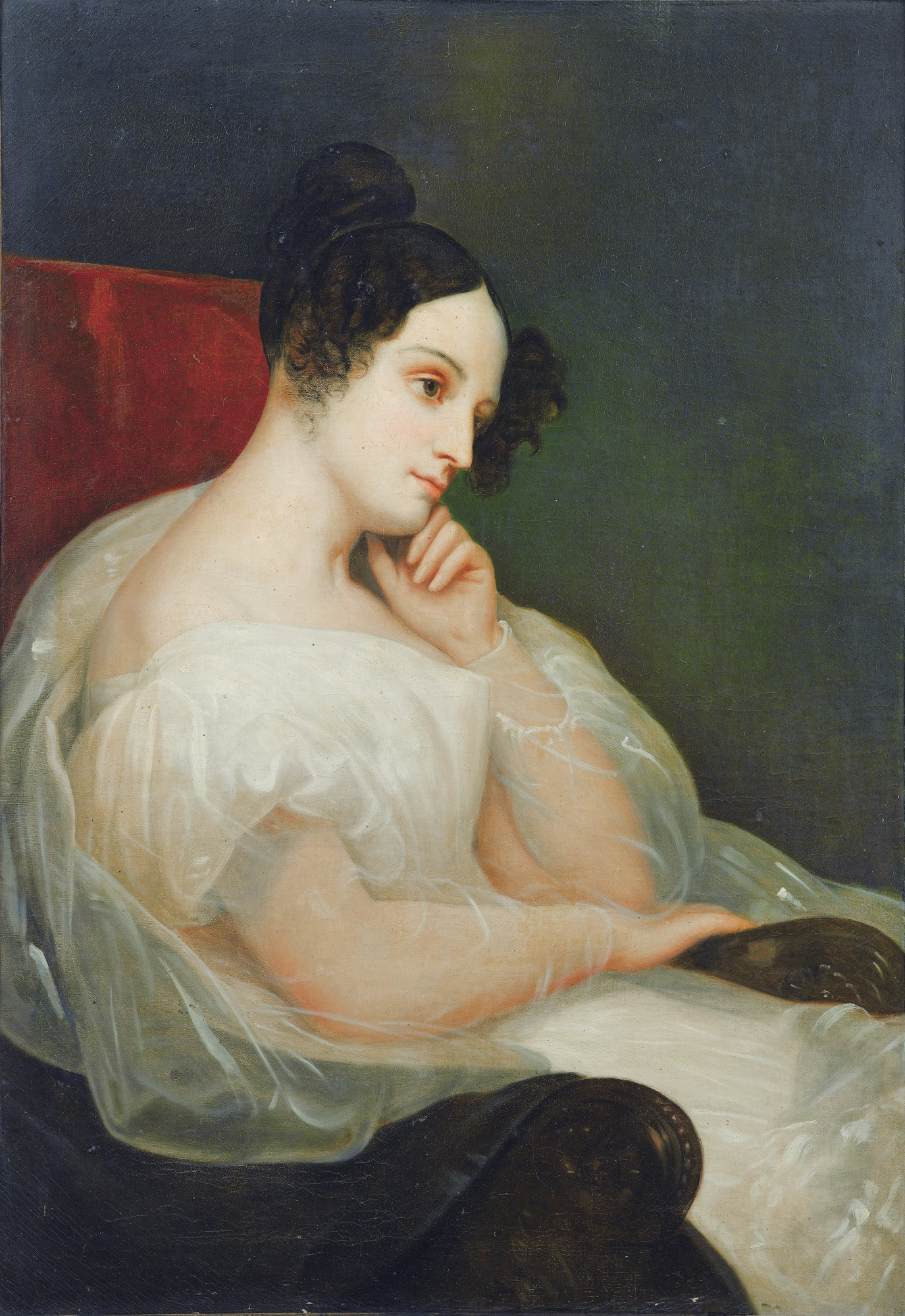
Marie-Joséphine Souham, 2nd duchesse d’Elchingen à vécue son enfance dans la maison de La Gourgauderie.

## Architecture

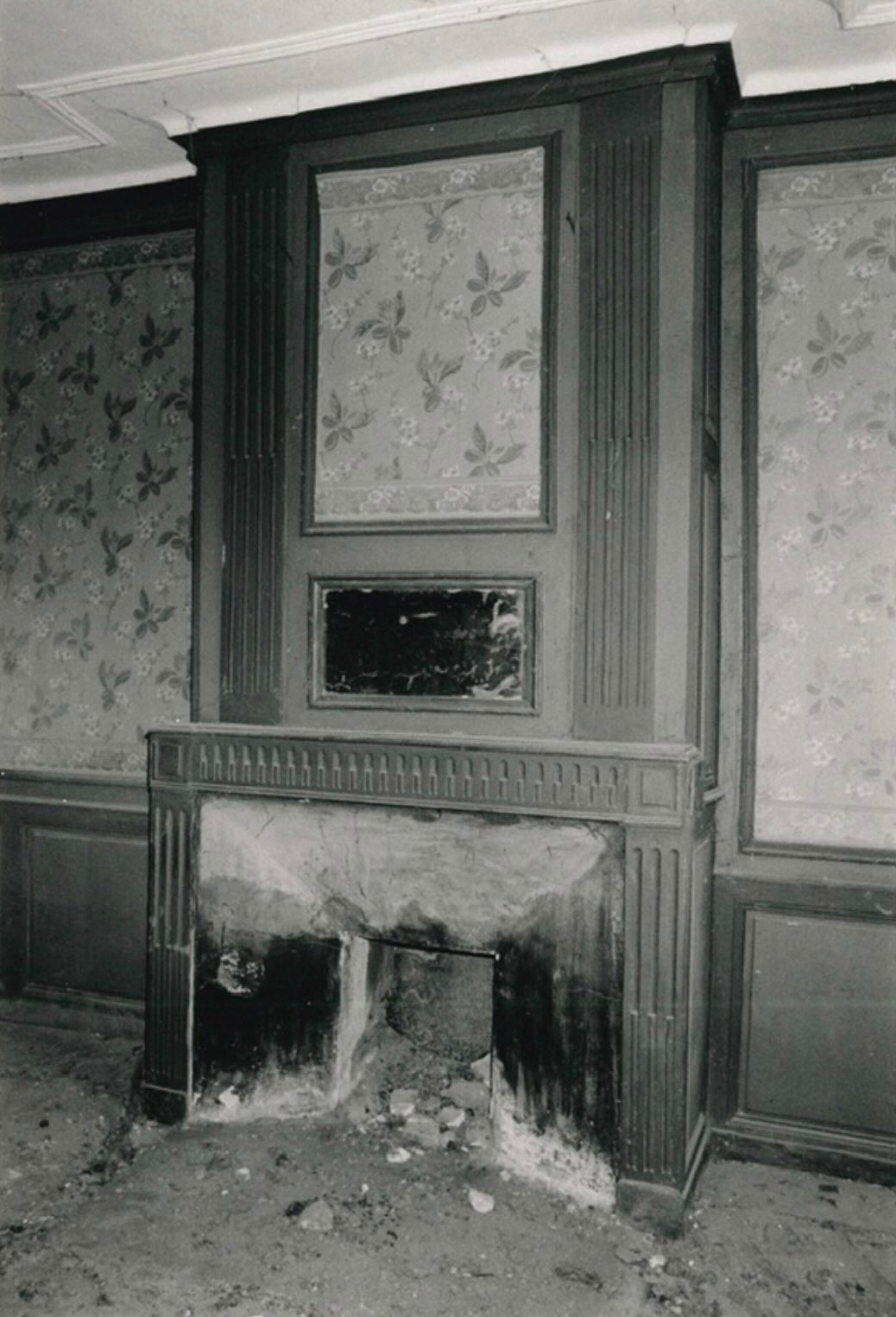
Cheminée de la Salle à manger en 1991 après le pillage.

L'édifice se compose d'un corps de logis rectangulaire, couvert d'une toiture à quatre pans en tuiles plates brunies. La façade nord est aveugle. Un hangar est accolé à la façade sud. D'après les détails architecturaux, certaines constructions (rez-de-chaussée) dateraient du 17e siècle et d'autres (premier étage) du 18e. Perte irrémédiable des éléments liés à la présence du général Souham, propriétaire au début du 19e siècle, éléments qui conféraient à la maison sa dimension patrimoniale.
La maison principale de Gourgauderie est composée d'une cave, un caveau, quatre appartements et deux offices au rez-de-chaussée ; neuf chambres et cabinets au premier étage, et un grenier au-dessus.
Le rez-de-chaussée se divisait en six pièces. Tout d’abord, un vestibule desservait les deux-pièces principales ainsi que l’extérieur. Dans l’aile gauche, se situaient une grande cuisine ainsi qu’un garde-manger. On accédait à la salle à manger en traversant la cuisine. Cette grande pièce était recouverte de boiseries et donnait sur une pièce aveugle. L’aile droite se composait simplement d’un salon. Une estrade pour un orchestre avait été construite dans un renfoncement.
Le premier étage desservait quant à lui 4 appartements, chacun ayant une chambre, un cabinet et une pièce d’eau. L’étage était fait en colombage et le rez-de-chaussée en pierre. De la cave un passage dissimulé permettait de rejoindre l’ancien donjon de Saint-Germain-les-Belles.

Un article dans Le Populaire du Centre décrit la maison en 1952 : 

« On accède à La Gourgauderie par un vieux chemin étroit et fortement encaissé par endroits. Une poterne, disparue depuis une quarantaine d’années, commençait l’entrée de la cour, encore pavée de larges dalles. Celle-ci occupe l’espace rectangulaire (60 mètres sur 40) compris entre la maison d’habitation, à l’aspect bourgeois, et les bâtiments d’exploitations. Ces derniers décèlent un soin de construction en rapport avec leur ancienneté. Une fontaine à large margelle de pierre s’élève dans la cour, en face et près de l’entrée de la maison. Celle-ci, extérieurement, est dépourvue de style, néanmoins, d’après certains détails architecturaux, on peut attribuer le XVIIe siècle au rez-de-chaussée, et le XVIIIe au premier étage.
L’intérieur présente, d’une façon plus marquée, des traces de construction ancienne. La cave est voûtée ; deux grandes et belles cheminées de pierre de style classique et dotées de l’écusson des Pinaud (ces cheminées en granit ont trois mètres de largeur sur plus de deux mètres de hauteur) ornent au rez-de-chaussée, la cuisine et ne grande-pièce, jadis chambre-salon, comprenant une alcove, un petit cabinet de toilette et un placard dont les portes offrent d’intéressantes sculptures du XVIIIe siècle. La cuisine comporte, comme dans d’autres vieilles demeures, un vaisselier ancien engagé dans le mur.
La salle à manger, dont les boiseries sont modernes, ouvre sur un large perron d’où l’on descend, par quelques gradins (60 sur 100 mètres), constituée par des terres rapportées qu’encadre un mur de soutènement de deux mètres de hauteur. Cette superbe esplanade domine une vallée étroite au fond de laquelle se glisse un clair ruisseau, affluent de la Briance. Le sommet du versant opposé est agrémenté par une belle châtaigneraie qui achève de donner à ce pittoresque paysage son caractère bien limousin. »

## Propriétaires
- XVIIe siècle : Famille Pinot[4]
- 1684-1808 : Famille Doudinot[4]
- 1808-1837 : Joseph Souham puis sa fille Marie-Joséphine Souham
- 1837-1840 : Léonard Peyronnet, avocat à Limoges
- 1840-1870 : inconnu
- 1870-1909 : François Gavinet, puis sa fille Marguerite Gavinet
- 1909 - date inconnue : Famille Gadaud[7]
- Date inconnue - présent : Gérard Souham[8]